# Tikhon I de Moscou
São Tikhon de Moscou (português brasileiro) ou de Moscovo (português europeu) (em russo:  Тихон; Klin, Império Russo, 31 de janeiro calendário juliano: 19 de janeiro de 1865 – Moscou, União Soviética, 7 de abril de 1925), nascido Vasiliy Ivanovicch Bellavin (em russo:  Василий Иванович Беллавин) foi o décimo-primeiro Patriarca de Moscou, seu pontificado correspondendo aos primeiros anos da União Soviética, de 1917 a 1925.

## Biografia
Vasiliy era filho do Padre Yoann Belavin, sacerdote rural de Klin, no distrito de Toropets, então no Governorado de Pskov, mas atualmente no oblast de Tver. Foi seminarista em Pskov e em São Petersburgo, graduando-se nesta cidade como leigo em 1888, fazendo votos monásticos em 27 de dezembro (14 de dezembro no calendário juliano) de 1891, aos 26 anos, tomando o nome Tikhon em homenagem a São Tikhon de Zadonsk. O novo monge Tikhon foi ordenado hierodiácono já no dia seguinte, e hieromonge em 3 de janeiro de 1892 (22 de dezembro de 1891).
Em 19 de outubro de 1897, foi consagrado Bispo de Lublin, sendo no ano seguinte entronado Bispo dos Aleútes e do Alasca, transformada Diocese dos Aleútes e da América do Norte em 1900 e elevada ao status arquidiocesano em 1905, sendo movido para Nova Iorque com bispos vigários no Alasca e no Brooklyn, engendrando o que hoje é a Igreja Ortodoxa Americana. Em Nova Iorque, participou no movimento pan-eslavista e tomou parte em diálogos ecumênicos, além de melhorar relações entre diferentes populações ortodoxas, dando especial atenção a fiéis de origem antioquina, que se organizariam sob o Bispo São Rafael do Brooklyn até o caos eclesial da Revolução Russa os mover a retornar ao Patriarcado de Antioquia.
A partir do fim de seu pontificado nos Estados Unidos, muitos católicos romanos de rito bizantino se juntaram à Igreja Ortodoxa Russa, principalmente por conta das restrições impostas pelo Papa Pio X em sua carta apostólica Ea Semper e do governo autoritário de John Ireland, Arcebispo de Saint Paul, totalizando 163 paróquias e 100 mil fiéis uniatas convertidos à altura de 1916. Em 1907, presidiu a Arquidiocese de Yaroslavl, fazendo-se Arcebispo de Vilnius em 1914 após problemas com as autoridades locais de sua diocese anterior.
Após a queda do Czar Nicolau II, durante a Revolução de Fevereiro, ele liderou esforços da Igreja para ter independência em relação ao Estado russo, sendo anunciado no dia 5 de novembro de 1917 como o primeiro Patriarca de Moscou desde os tempos do Czar Pedro I nomeado pela Igreja Ortodoxa. Suas tentativas de reforma foram sufocadas, no entanto: por um lado pela resistência interna; por outro, pelo contexto da Revolução de Outubro.
Tanto por seus contatos na Igreja no Exterior quanto pela recusa em vender objetos religiosos, o Patriarca Tikhon foi preso e levado para a Lubyanka em 1922, depois sendo levado ao Mosteiro de Donskoy, em Moscou, onde decidiu por permanecer mesmo após ser libertado em 1923, quando a chamada Igreja Viva, uma hierarquia formada por bispos comunistas, o declarou deposto em evento conhecido como Concílio Vermelho. Em 1924, no entanto, foi hospitalizado, ainda que retornasse constantemente ao mosteiro para ofícios, onde serviu sua última liturgia em 23 de abril de 1925.
Sua morte, em 25 de abril de 1925, deu origem a suspeitas de envenenamento. Foi canonizado em 1981 pela Igreja Ortodoxa Russa no Exterior, e pela Igreja Ortodoxa Russa propriamente dita em 1989, com o jugo comunista tendo aliviado a Igreja em decorrência da perestroika. Seus restos mortais permanecem no Mosteiro de Donskoy, onde foram encontrados parcialmente incorruptos em fevereiro de 1992.